# Шефер, Эдвард Хетцель
Эдвард Хетцель Шефер (англ. Edward Hetsel Schafer,  23 августа 1913 года — 9 февраля 1991 года) — американский китаевед, один из крупнейших исследователей эпохи Тан, профессор Беркли.
Родился в Сиэтле (штат Вашингтон). В калифорнийских и гавайских университетах изучал искусство Востока и Византии, а в Гарвардском университете китайский и японский языки. С 1946 года преподавал в Калифорнийском университете Беркли, где возглавлял отделение восточных языков. Был редактором академического издания Американского общества востоковедения (AOS) — «Journal of the American Oriental Society».
«Исследуя литературные памятники и культуру танской эпохи, Э. Шефер уделяет преимущественное внимание быту, материальной культуре и технологии, оставаясь при этом прежде всего филологом и историком языка», — отмечали отечественные китаеведы. — «Большая заслуга Э. Шефера, принципиально отличающая его исследование от работ его предшественников, — значительное расширение круга источников» (Л. Н. Меньшиков).

### Труды
- 1947 : The Reign of Liu Ch'ang, Last Emperor of the Southern Han: A Critical Translation of the Text of 'Wu Tai shih', with Special Inquiries into Relevant Phases of Contemporary Chinese Civilization : Ph.D dissertation, University of California, Berkeley.
- 1961 : Tu Wan's Stone Catalogue of Cloudy Forest: A Commentary and Synopsis.  — Berkeley, Los Angeles: UC Press.
- 1963 : The Golden Peaches of Samarkand: A Study of T'ang Exotics.  — Berkeley, L.A.: UC Press.
- 1967 : The Vermilion Bird: T'ang Images of the South.  — Berkeley, L.A.: UC Press.
- 1970 : Shore of Pearls. — Berkeley, L.A.: UC Press.
- 1973 : The Divine Woman: dragon ladies and rain maidens in T'ang literature. — Berkeley, L.A.: UC Press.
- 1977 : Pacing the Void: T'ang Approaches to the Stars. — Berkeley, L.A.: UC Press.
- 1981 : Wu Yün's 'Cantos on Pacing the Void'  //  HJAS[англ.] — 41. — Р. 377-415.

### Издания на русском языке
Шефер Э. Золотые персики Самарканда: Книга о чужеземных диковинах в империи Тан = The Golden Peaches of Samarkand: A Study of T'ang Exotics / Перевод с английского Е. В. Зеймаля и Е. И. Лубо-Лесниченко. Стихотворные переводы Л. Н. Меньшикова. Редакция и предисловие Л. Н. Меньшикова. — Наука, ГРВЛ. — 614 с. — (Культура народов Востока). — 10 000 экз.